# (4884) Bragaria
(4884) Bragaria (1979 OK15) – planetoida z grupy pasa głównego asteroid okrążająca Słońce w ciągu 3,32 lat w średniej odległości 2,22 j.a. Odkryta 21 lipca 1979 roku.